# San Gaspar Ixchil
San Gaspar Ixchil é uma cidade da Guatemala do departamento de Huehuetenango.